# Championnat d'Europe de baseball 1993
Navigation
Édition précédente Édition suivante
Le championnat d'Europe de baseball 1993, vingt-troisième édition du championnat d'Europe de baseball, a eu lieu du 9 au 18 juillet 1993 à Stockholm, en Suède. Il a été remporté par les Pays-Bas.